# Ea von Allesch
Ea von Allesch (11. květen 1875 Vídeň – 30. červenec 1953 Vídeň) byla rakouská novinářka a spisovatelka, přední dáma vídeňského kulturního života meziválečného období.

## Život
Ea von Allesch, rozená Emma Elisabeth Täubele, jedno z dvanácti dětí vídeňského brusiče a optika Karla Täubeleho a jeho ženy Aloisie, začínala svou životní dráhu jako modelka pro akty malířů vídeňské akademie. Později se začala věnovat profesi žurnalistky zejména v oblasti módy.
Jejím prvním manželem byl německý obchodník a knihkupec Carl Theodor Rudolf, s nímž měla dceru Ellu Dorotheu (1896–1943). Z tohoto manželství si však také odnesla traumatickou neurózu, jež se později negativně projevila v jejích dalších vztazích k mužům. Ovšem díky knihovně svého muže se Emma mohla věnovat studiu a složila maturitu. Poté, co Rudolf přišel v roce 1899 o téměř všechen majetek, jej opustila a vrátila se do Vídně. V té době také přijala umělecké jméno “Ea”, sloučení iniciál vlastního jména Emma a matčina jména Aloisie.
Ve Vídni se stala proslulou „vídeňskou múzou” a „nekorunovanou královnou Café Central”, kde kolem sebe sdružovala skupinu umělců. Tak se stala blízkou přítelkyní spisovatele Hermanna Brocha, s nímž nejprve prožila milostný poměr a později více než dvacetileté přátelství, během něhož si vyměnili desítky dopisů. Broch ji charakterizoval jako „neurotickou, frigidní a nanejvýš sadistickou”. Stala se mu předobrazem artistky Ilony v druhém díle románové trilogie Die Schlafwandler (česky Náměsíčníci). Mezi její další přátele patřili rakouští spisovatelé Arthur Schnitzler a Robert Musil, který ji zobrazil ve svém dramatu Vinzenz und die Freundin bedeutender Männer (česky Vincenc neboli přítelkyně významných mužů) či básník Rainer Maria Rilke, jenž jí věnoval báseň. Jako model stála malířům Gustavu Klimtovi (například obrazy Vodní hadi II (Wasserschlangen II, 1904-1907) nebo Akt ležící na břiše a hledící vpravo (Liegender Akt auf dem Bauch liegend und nach rechts gerichtet, 1910) ) i Egonu Schielemu.

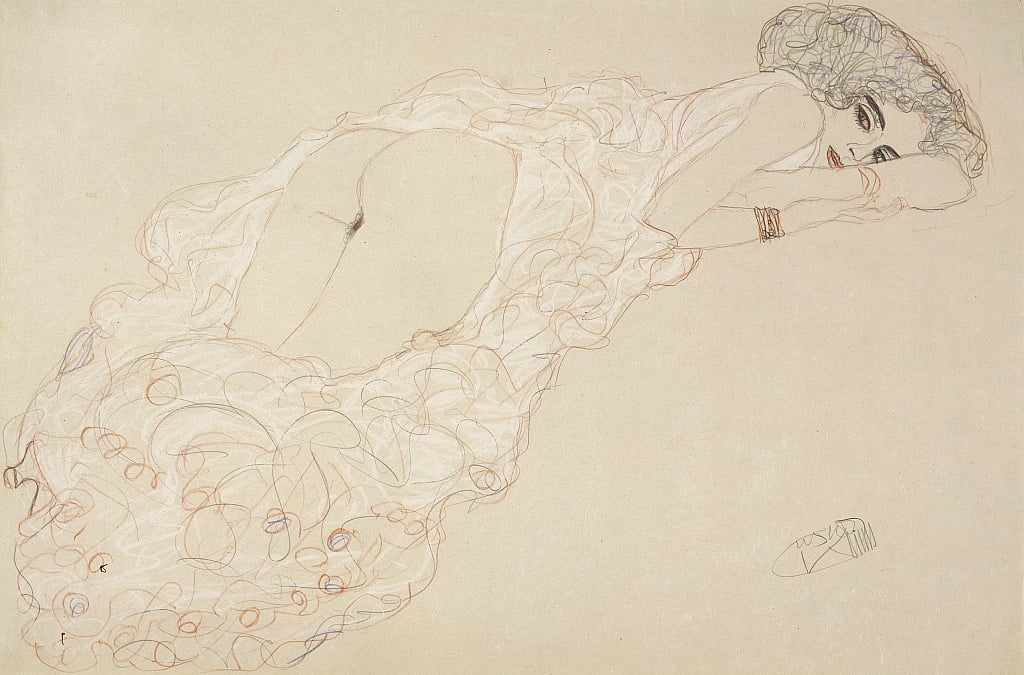
Gustav Klimt: Akt ležící na břiše a hledící vpravo (Ea von Allesh)

V roce 1904 se seznámila s literárním kritikem Johannesem von Allesch, za nějž se provdala roku 1913. Během manželství však spolu netrávili mnoho času (dílem také proto, že Allesch rukoval do první světové války a definitivní rozluka přišla v roce 1936.
Během druhé světové války pečovala o Brochovu matku, která zůstala ve Vídni, ovšem záhy byla Johanna Brochová pro svůj židovský původ poslána do koncentračního tábora, kde zemřela. Ea von Allesch zemřela ve Vídni v roce 1953.